# Chenon
Chenon ist ein Ort und eine Gemeinde mit 125 Einwohnern (Stand 1. Januar 2022) im westfranzösischen Département Charente in der Region Nouvelle-Aquitaine. Die Gemeinde besteht aus mehreren Weilern (hameaux) und Einzelgehöften.

## Lage
Der Ort Chenon liegt im Gebiet des Forêt de la Boixe auf dem Westufer des Flusses Charente in einer Höhe von etwa 80 m ü. d. M. im Norden des Départements Charente in der alten Kulturlandschaft des Angoumois, einem Teil der Landschaft der Charente. Der Ort ist etwa 42 km (Fahrtstrecke) in nördlicher Richtung von der Stadt Angoulême beziehungsweise rund 80 km in südlicher Richtung von Poitiers entfernt.

## Bevölkerungsentwicklung
| Jahr      | 1800 | 1851 | 1901 | 1954 | 1999 | 2018 |
| Einwohner | 478  | 523  | 346  | 243  | 149  | 132  |

Der Rückgang der Bevölkerungszahlen seit dem ausgehenden 19. Jahrhundert ist im Wesentlichen auf den Verlust an Arbeitsplätzen infolge der Reblauskrise im Weinbau und der zunehmenden Mechanisierung der Landwirtschaft zurückzuführen.

## Wirtschaft
Der Ort und seine Umgebung waren jahrhundertelang landwirtschaftlich geprägt; die meisten Menschen lebten als Selbstversorger; im Ort selbst bildeten sich verschiedene Handwerks- und Dienstleistungsberufe heraus. Im ausgehenden Mittelalter und in der frühen Neuzeit wurde der Weinbau vorangetrieben, der jedoch – nach der Reblauskrise im ausgehenden 19. und beginnenden 20. Jahrhundert – nahezu eingestellt wurde. Zu Beginn  des 20. Jahrhunderts gab es zwei Mühlen am Ufer der Charente; eine davon dient heute zur Stromerzeugung. Seit den 1960er Jahren spielt der Tourismus in Form der Vermietung von Ferienwohnungen (gîtes) eine nicht unbedeutende Rolle im Wirtschaftsleben der Gemeinde.

## Geschichte
Die Region war schon in der Jungsteinzeit besiedelt; antike Funde sind nicht bekannt.
Die Gegend gehörte vor ihrer Annexion durch die Grafen von Angoulême lange Zeit zur historischen Provinz Poitou; die erste Erwähnung des Ortsnamens Cenomo stammt aus dem Jahr 1280. Seit dem 15. Jahrhundert gehörte Chenon zur Baronie von Verteuil.

## Sehenswürdigkeiten

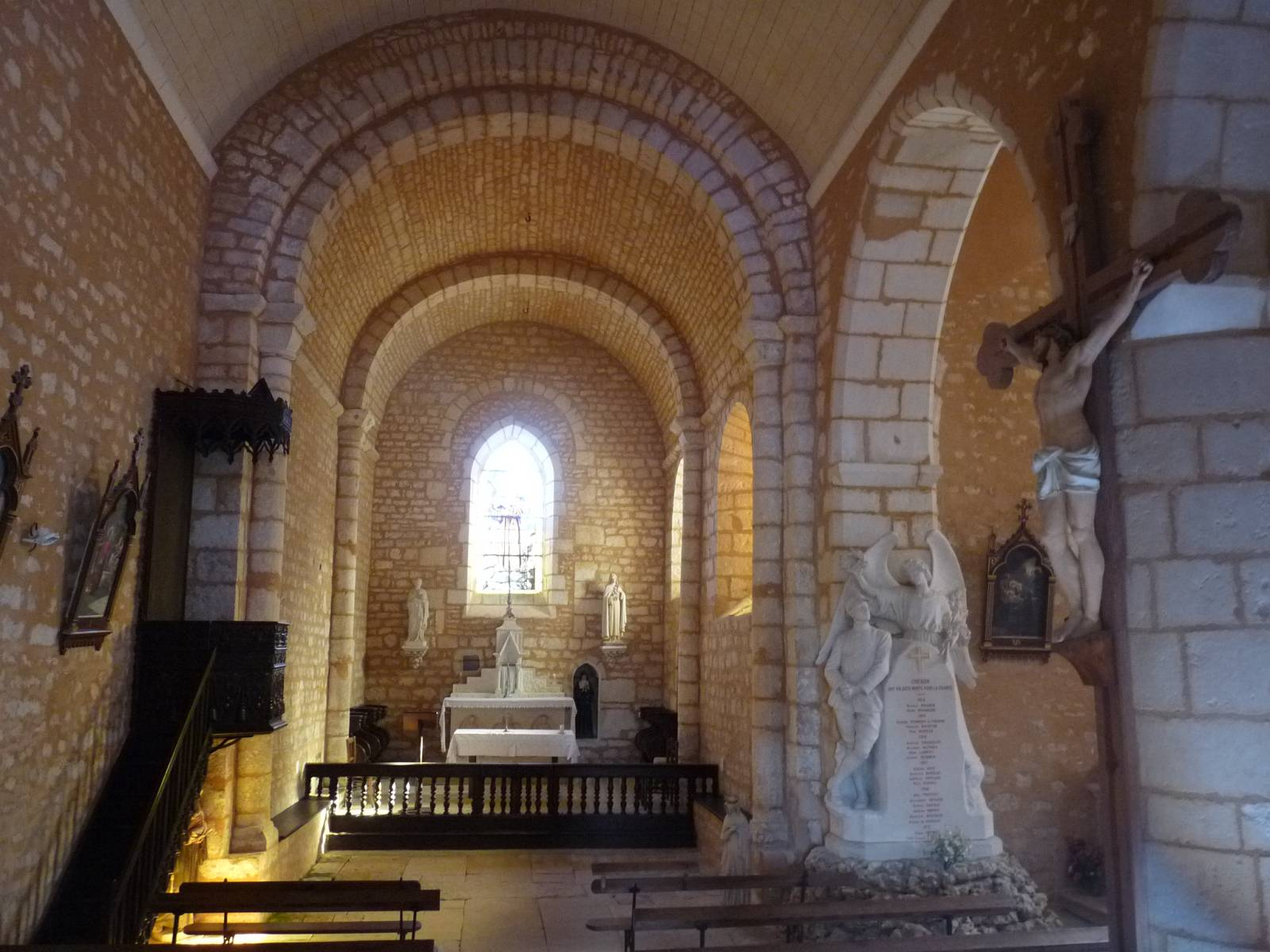
Kirche Saint-Antoine

- Die größtenteils aus nur grob bearbeiteten Bruchsteinen gemauerte romanische Pfarrkirche Saint-Antoine stammt aus dem 12. Jahrhundert; weite Teile des Gebäudes wurden in späterer Zeit innen wie außen verputzt. Vor der ansonsten schmucklosen, aber von einem zweigeteilten Glockengiebel überhöhten Fassade befindet sich eine – in der Region seltene – Vorhalle, über deren Funktion nur spekuliert werden kann. Das Innere der Kirche wurde weitgehend vom Putz befreit, so dass die unterschiedlich hohen Bruchsteinlagen sichtbar sind; Fenster- und Bogenlaibungen sowie die vorgelegten Halbsäulen bestehen dagegen aus exakt behauenem Steinmaterial. Das Gewölbe des Kirchenschiffs ist noch verputzt und mit regelmäßig angeordneten Fugenmalereien bedeckt.
- Das Château de Chenon stammt aus dem 15. Jahrhundert. Das Hauptgebäude (corps de logis) verfügt über steinerne Kreuzstockfenster und wird von zwei runden bzw. polygonalen Treppentürmen flankiert. Im Gartenbereich stehen später hinzugefügte Wirtschaftsgebäude sowie ein kleines Brunnenhäuschen. Das im Privatbesitz befindliche Landschloss wurde im Jahr 1987 als Monument historique anerkannt.[2]